# Gusen (KL)

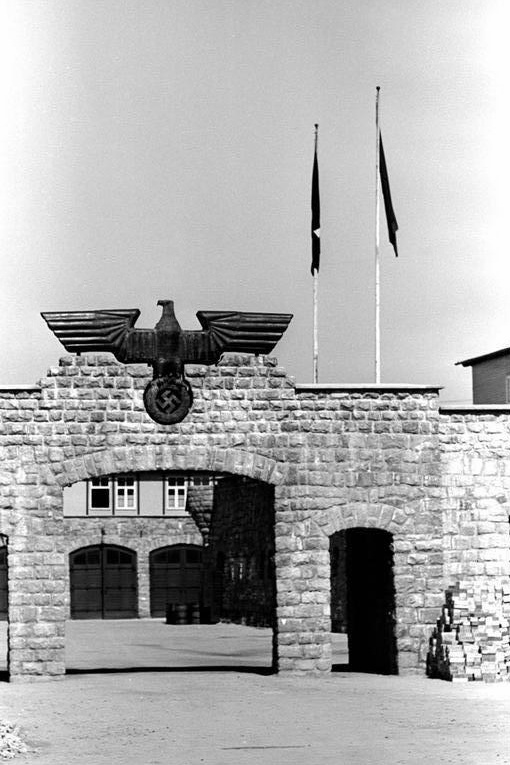

Konzentrationslager Gusen (Gusen I i II, a od 1944 również w Lungitz Gusen III) – niemiecki obóz koncentracyjny usytuowany w pobliżu miejscowości Gusen (ok. 14 km od centrum Linzu w Austrii). Utworzony na początku 1940 roku jako podobóz Mauthausen. Znaczące miejsce eksterminacji polskiej inteligencji w ramach tzw. Intelligenzaktion.

## Historia
W grudniu 1939 zapadła decyzja o utworzeniu filii obozu Mauthausen w oddalonym o 4,5 km Gusen, przy tamtejszych kamieniołomach. Prace rozpoczęto wiosną 1940 – grupa kilkuset więźniów z obozu Mauthausen codziennie pokonywała drogę między obozem a Gusen, by wybudować baraki dla więźniów. Podobóz został oficjalnie otwarty 25 maja 1940. Jedną z podstaw decyzji o jej utworzeniu było przeznaczenie jej dla izolacji i niszczenia polskiej inteligencji w ramach akcji Intelligenzaktion.
Pierwszym komendantem podobozu Gusen został Karl Chmielewski.
9 marca 1944 w pobliżu utworzono kolejny podobóz, który określono mianem „Gusen II”. W 1944 w miejscowości Lungitz powstał „Gusen III”.

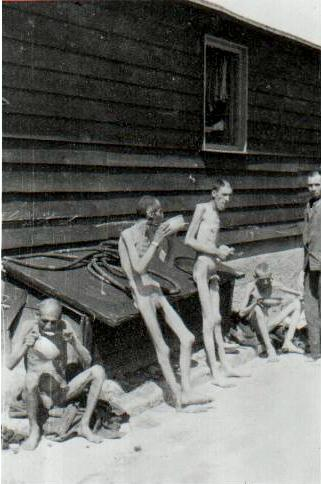
Więźniowie obozu Mauthausen-Gusen bezpośrednio po jego wyzwoleniu

Obóz w Gusen został oswobodzony 5 maja 1945 r., przez amerykański patrol dowodzony przez sierżanta Alberta J. Kosieka.

## Więźniowie i ofiary

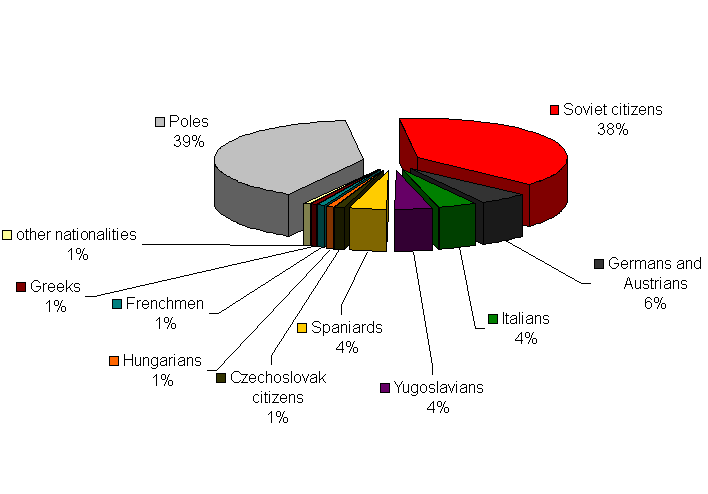
Wykres pokazujący procentowy podział ocalałych więźniów z obozów Gusen I, II i III uwzględniając obywatelstwo: 8471 Polaków, 8258 jeńców radzieckich, 1183 Niemców i Austriaków, 875 Włochów, 864 Jugosłowian, 831 Hiszpanów, 286 Czechów, 173 Węgrów, 163 Francuzów, 119 Greków oraz 169 osób innych narodowości

KL Mauthausen-Gusen należał do najcięższych obozów III Rzeszy. Warunki w obozie zaczęły się poprawiać od 1943, m.in. dzięki cofnięciu limitu rozmiaru i liczby paczek żywnościowych, co było skutkiem niepowodzeń Niemiec na frontach II wojny światowej. Wówczas obozy z miejsc masowej eksterminacji miały stać się źródłem cennej siły roboczej, niemniej warunki bytowania więźniów w gusenowskich obozach były trudne. Zauważyli to więźniowie przywożeni tu w II poł. 1944 z KL Auschwitz-Birkenau . 
Począwszy od wiosny 1940 miał miejsce duży napływ więźniów z Polski, głównie ze środowisk inteligenckich (m.in. ks. kapelan Józef Mamica), ponieważ podobóz Gusen ujęto w planie niszczenia polskiej inteligencji w ramach akcji Intelligenzaktion. SS-mani nadzorujący budowę tego obozu w Gusen nazywali go „Vernichtungslager für die polnische Intelligenz” – obóz zagłady dla polskiej inteligencji. W 1940 wśród więźniów Gusen przeważali Polacy, którzy stanowili 97% ogółu więźniów. Do końca funkcjonowania tego obozu Polacy stanowili w nim większość. W Gusen umieszczono także wielu powstańców warszawskich. W obozie zginął m.in. zakatowany na śmierć za odmowę przyznania, że Adolf Hitler jest Bogiem, polski męczennik Edmund Kałas, a także pionier kinematografii, konstruktor i wynalazca Kazimierz Prószyński.
Śmiertelność wśród więźniów wzrastała, co spowodowało zainstalowanie krematoriów już w styczniu 1941. W lutym 1942 przeprowadzono pierwsze zagazowanie więźniów, były to próby na jeńcach radzieckich. W drugiej połowie 1941 miał miejsce napływ dużej liczby jeńców radzieckich. Wśród wielu narodowości były również duże grupy Węgrów i Holendrów.
W Gusen oraz w Mauthausen naziści uwięzili również około 450 Świadków Jehowy. 13 kwietnia 2014 w Miejscu Pamięci Obozu Koncentracyjnego Gusen odsłonięto tablicę upamiętniającą tych więźniów.
Więźniowie pracowali w morderczych warunkach w kamieniołomie lub w okolicznych fabrykach, głównie zakładach zbrojeniowych. Szczególnie trudne były roboty przy budowie fabryk podziemnych. Śmierć więźniów wynikała również z systemu terroru wewnątrzobozowego, złych warunków bytowych, chorób i epidemii, a także eksperymentów medycznych i pseudomedycznych. Regularnie zdarzały się również masowe egzekucje, przez rozstrzelanie bądź zagazowanie, również w specjalnych ciężarówkach. Więźniowie tworzyli w ramach obozu ruch oporu.
Szczególnie ostatnie miesiące przed wyzwoleniem były dla więźniów wyjątkowo dotkliwe, co wiązało się z trudnościami Niemiec w kwestiach zaopatrzeniowych.
W obozie Mauthausen-Gusen znajdowała się także spora liczba hiszpańskich socjalistów, którzy po przegranej wojnie w Hiszpanii uciekli do Francji. W 1940 roku władze kolaboranckiego rządu Francji przekazały ich Niemcom. Stąd obóz w Gusen traktowany jest przez Hiszpanów tak jak obóz w Auschwitz przez Żydów.

## Dzieje powojenne

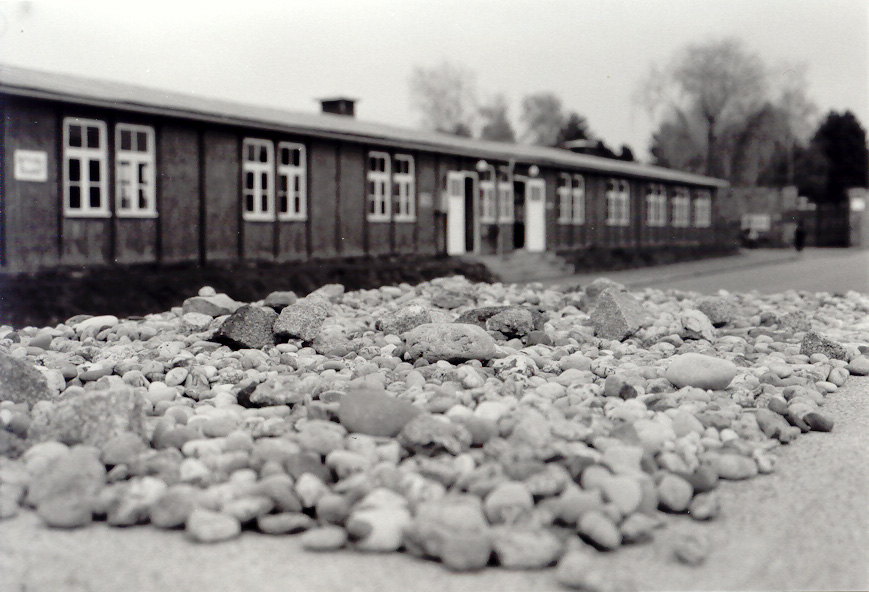
Mauthausen: Jeden z baraków z kamieniami pozostawionymi przez odwiedzających to miejsce Żydów dla pamięci wymordowanych.

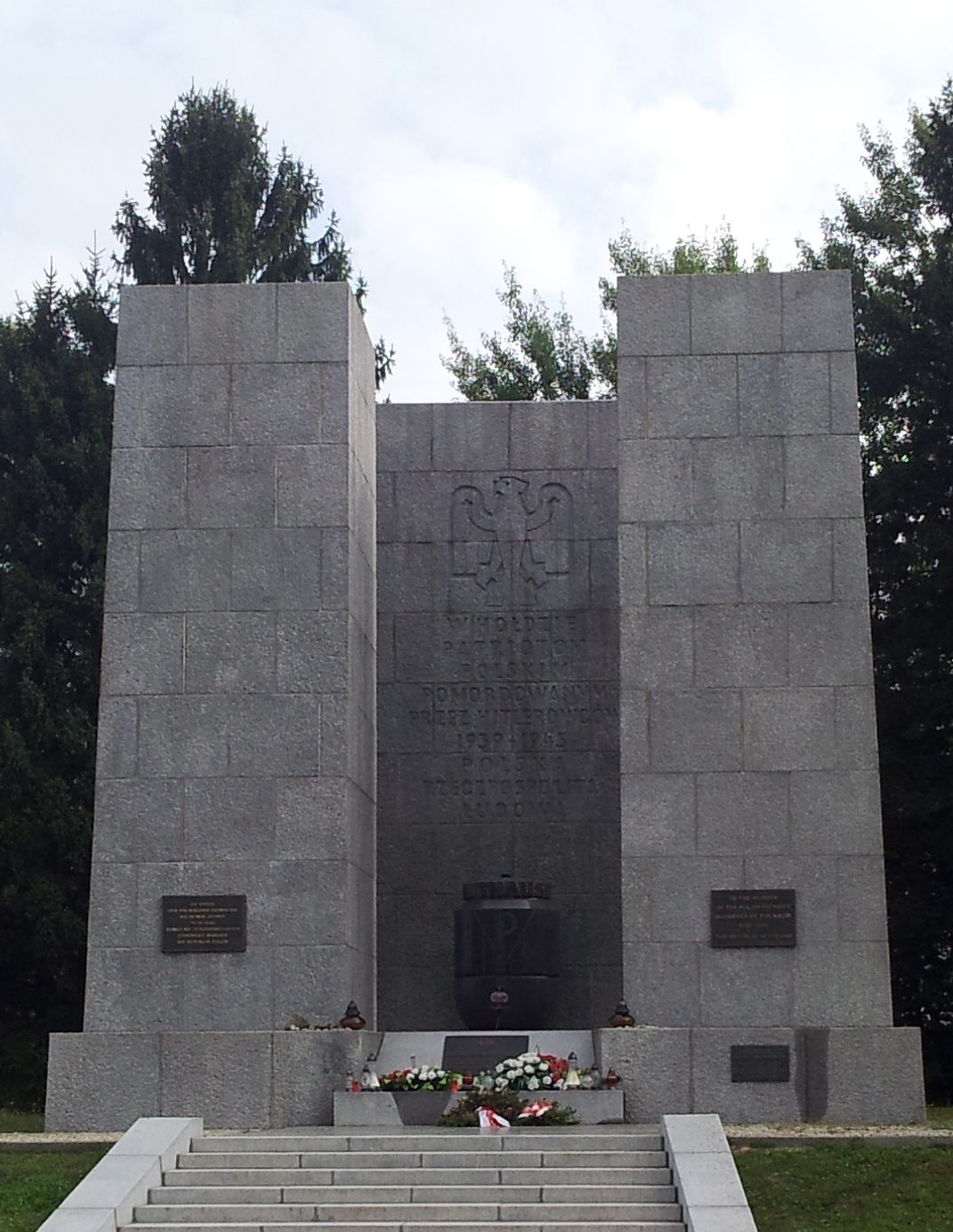
Mauthausen: pomnik polskich ofiar KL Mauthausen-Gusen (proj. Stanisław Sikora i Teodor Bursche)

Jeszcze w 1945 Sowieci wykorzystywali budynki obozu jako baraki dla wojska. Jednocześnie prowadzili demontaż części konstrukcji obozowych, w szczególności elementów podziemnych fabryk Gusen, które sukcesywnie wysyłali do Związku Radzieckiego. Tunele zostały wysadzone.
W latach 1961–1965 na terenie KL Mauthausen, z inicjatywy byłych więźniów, powstało Muzeum KL Mauthausen-Gusen – Miejsce Pamięci Mauthausen.
W roku 2001 z inicjatywy władz austriackich i polskich powstał wspólny komitet upamiętnienia KL Gusen (którego członkami byli m.in. Heinz Fischer i Władysław Bartoszewski). W wyniku działań komitetu, w 2004 otwarto Centrum Informacyjne KZ Gusen.
Brama wejściowa do obozu zamieniona została w prywatną willę. Obok Memoriału, tuż przy dawnym krematorium, na terenie dawnego obozu KL Gusen wybudowano osiedle mieszkaniowe.